# Quinten Hermans
Quinten Hermans   (Turnhout, 29 de juliol de 1995) és un ciclista belga de carretera i de ciclocròs, que actualment participa a l'equip Alpecin–Deceuninck.
El 2015 va guanyar el campionat d'Europa sub-23 de ciclocròs. També va guanyar la medalla de bronze a la prova masculina sub-23 al Campionat del Món de Ciclocross UCI 2016 a Heusden-Zolder. A la carretera, els seus èxits més destacats són guanyar la tercera etapa de la Volta al País Basc 2024 i va quedar segon a la Lieja–Bastogne–Lieja 2022.

## Palmarès
- 2018
  - Vencedor d'una etapa a la Volta a l'Alta Àustria
  - Vencedor d'una etapa al Tour de Valònia
- 2019
  - 1r a la Fletxa del sud i vencedor de 2 etapes
  - 1r a Sinksenkoers Averbode
- 2022
  - Vencedor d'una etapa a la Volta a Bèlgica
- 2024
  - Vencedor d'una etapa a la Volta al País Basc

#### Resultats de la classificació general a les Grans Voltes
| Gran Tour        | 2021 | 2022 | 2023 | 2024 |
| ---------------- | ---- | ---- | ---- | ---- |
| Giro d'Itàlia    | 43   | —    | —    | 53   |
| Tour de França   | —    | —    | 113  | —    |
| Vuelta a Espanya | —    | —    | —    | 80   |

| —   | No va competir |
| DNF | No va acabar   |